# Psychological Continuum Model
Das Psychological Continuum Model (PCM) ist ein Rahmenkonstrukt, das die bestehende Literatur unterschiedlicher akademischer Disziplinen, die im Zusammenhang mit der Konsumentenforschung (Consumer Behaviour) stehen, vereint und auf Sport und Events anwendet. Somit entsteht ein System, durch das Sport- und Eventkonsumentenverhalten erklärt werden kann.
Hierbei dienen vier Ebenen – Awareness, Attraction, Attachment und Allegiance dazu, Konsumentenverhalten im Sport und für Events einzuteilen. Beispiele hierfür wären die aktive Teilnahme an einer Sportart, eine Sportart als Zuschauer oder Fan zu verfolgen und jede weitere erdenkliche Form des Sport- und Eventkonsums. Das PCM ist ein vertikaler Rahmen, der die psychologische Verbundenheit eines Individuums zu Sport oder einem Event charakterisiert. Hierbei wird der Verhaltensveränderungsprozess beschrieben und charakterisiert, der stattfindet, wenn ein Individuum unterschiedliche sportliche Aktivitäten ausübt, Erlebnisse verarbeitet und Erfahrungen sammelt.
Das PCM erklärt das WIE und WARUM des Sport- und Eventkonsumentenverhaltens und zeigt den Einfluss von persönlichen, psychologischen und Umweltfaktoren auf den aktiven und passiven Sport und Event Konsum.

## Das Rahmenkonstrukt

Zum Vergrößern bitte auf die Datei klicken

Die Abbildung zeigt die vier Ebenen des PCM – Awareness, Attraction, Attachment and Allegiance. Wobei die psychologische Bindung des Individuums mit jeder Ebene zunimmt. In jeder Ebene findet ein Entscheidungsprozess statt, bei dem Inputs (grüne Pfeile) die internen Prozesse (blaue Box) beeinflussen, welche wiederum Output (gelbe Pfeile) generieren. Die einzelnen Entscheidungsprozesse hängen von der Stärke der psychologischen Bindung des Konsumenten zu einem Sport/Team/Event ab.
Inputs ↔ Interne Prozesse ↔ Output
Im PCM kommt es zu einer vertikalen Bewegung entlang der einzelnen Ebenen von Awareness bis hin zur Allegiance-Ebene. Wobei dieser Prozess sehr individuell ist und nicht unbedingt alle Ebenen durchläuft. Die Bewertung eines Sport Objektes in den einzelnen Ebenen ist das Produkt aus dem Zusammenspiel von persönlichen, psychologischen und Umweltfaktoren.

## Die Ebenen

### Awareness
In der Awareness-Ebene kommt das Individuum das erste Mal in Kontakt mit einem Sport/Team/Event oder lernt, dass ein Sport/Team/Event überhaupt existiert. Das Individuum hat noch keinen Favoriten, ist nicht Fan eines Teams oder zeigt keine speziellen Präferenzen. Das PCM geht davon aus, dass die Awareness-Ebene durch soziale Kontakte erreicht wird. Diese sind meist Eltern, Freunde, in der Schule oder Medien.
In den meisten Fällen beginnt die Awareness-Ebene während der Kindheit, kann jedoch auch danach noch erreicht werden, wenn das Individuum etwas Neues lernt, was meist durch neue Kontakte geschieht. Der Wert, den das Individuum dem jeweiligen Sport/Team/Event aus sozialer Sicht beimisst, ist in der Awareness-Ebene besonders wichtig. Beispiele hierfür wären „Ich weiß, was tauchen ist“ oder „Ich kenne Bayern München“.

#### Beispiel Johns Awareness
Johns erster Kontakt mit dem Radsport fand im Alter von 15 Jahren statt, als er zusammen mit seinem Onkel Jack die Tour de France schaute. Jack war es auch, der John sein erstes Fahrrad gekauft hat, mit dem John dann auch, wie alle anderen Kinder auch, jeden Tag zur Schule fuhr. Als er dann von der Tour de France begeistert war, schenkte ihm Jack eines seiner alten Rennräder.

### Attraction
In der Attraction-Ebene hat das Individuum eine positive Meinung oder einen favorisierten Sport, Team oder Hobby. Die Entscheidung dafür hängt von vielen unterschiedlichen Motiven ab. Diese können sowohl sozio-psychologisch, demographisch oder eine Mischung aus beiden sein. Bestimmte Bedürfnisse des Individuums werden nun durch den Sport, das Event oder das Hobby befriedigt. Das Konsumentenverhalten ändert sich auch und wird von den entwickelten Präferenzen beeinflusst. Beispiele wären „Ich mag tauchen“ oder „Ich mag Bayern München“.

#### Beispiel Johns Attraction
John bemerkte schnell jede Menge positive Aspekte am Radfahren zu schätzen. So kam er in Kontakt mit anderen Radfahrern, lernte neue Freunde kennen und konnte mehr Zeit mit seinem Onkel verbringen. Die schöne Natur, die er beim Radfahren genießen konnte, sowie der Spaß an der Geschwindigkeit waren weitere positive Aspekte. Sein Selbstbewusstsein wurde gestärkt, da er einer der schnellsten und besten Fahrer war und das Radfahren immer eine willkommene Abwechslung von seinem stressigen Alltag war.

### Attachment
In der Attachment-Ebene beginnen die positiven Aspekte in interne Prozesse überzugehen. Der Sport, das Event oder das Hobby gewinnt an emotionaler, funktionaler und symbolischer Bedeutung und die psychologische Verbindung nimmt zu. Die internen Prozesse lösen externe Prozesse ab. Als Beispiel hierfür stehen die Aussagen „Ich bin Taucher“ oder „Ich bin Bayern-München-Fan“.

#### Beispiel Johns Attachment
John geht relativ schnell in die Attachment-Ebene über, indem er nach einem Jahr regelmäßig jeden Samstag und Sonntag trainieren geht. Das Radfahren hat nun schon eine wichtige Rolle in seinem Leben eingenommen und beginnt ein Teil seines Lebens zu werden. Er trägt nun oft Radkleidung in der Universität, verbringt seine Freizeit in Radgeschäften und verfolgt internationale Radevents im Internet. Mit seinem Radverein und seinen Freunden, die hauptsächlich Radfahrer sind, besucht er regionale Radevents.

### Allegiance
Wenn die psychologische Verbindung in der Attachment-Ebene immer stärker wird, geht das Individuum langsam in die Allegiance-Ebene über. Die Verbindung wird dauerhaft und der Widerstand, die Präferenzen, Neigungen und das Verhalten zu ändern, wird immer stärker. Beispiele für die Allegiance-Ebene sind „Ich lebe für das Tauchen“ oder „Ich lebe für Bayern München“.

#### Beispiel Johns Allegiance
John erreicht die Allegiance-Ebene in seinem letzten Universitätsjahr. Die Verbindung zum Radsport ist so gefestigt, dass man sie als dauerhaft bezeichnen kann. Er denkt täglich über Radfahren nach und seine täglichen Aktivitäten sind davon beeinflusst. Trotz Universität und Arbeit findet er trotzdem immer Zeit zum Radfahren. Die sehr starke psychologische Verbindung zum Radsport bestimmt und lenkt nun sein Verhalten.